# 스키넥터디

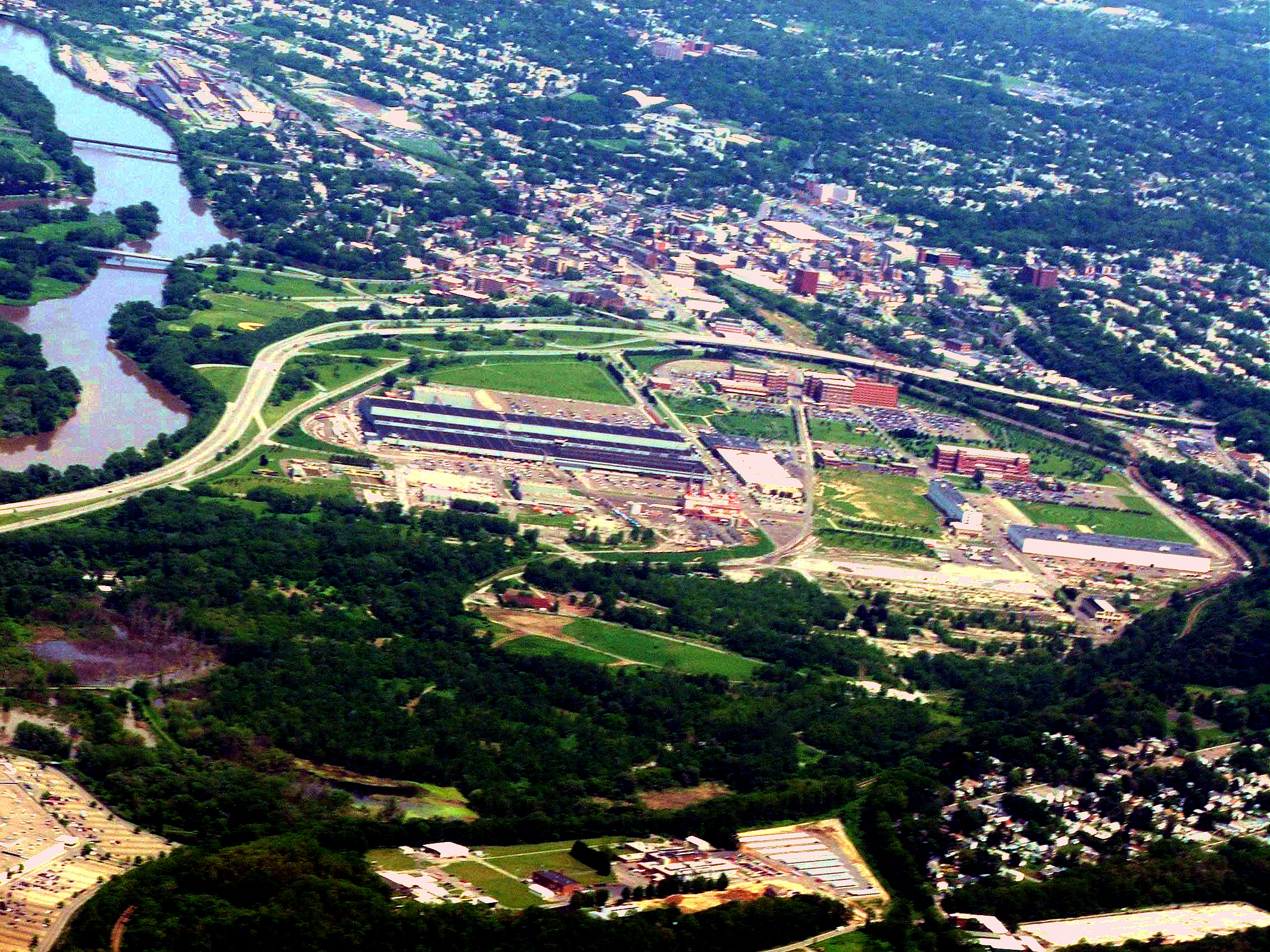
스키넥터디

스키넥터디(영어: Schenectady)는 미국 뉴욕주의 도시이다. 인구는 66,135명이다. 도시의 남동쪽으로 올버니 시, 동쪽으로 트로이 시가 인접한 권역을 이루고 있다.

## 인구
| 인구조사              | 인구   | Note  | %±     |
| --------------------- | ------ | ----- | ------ |
| 1800년                | 5,289  |       | —      |
| 1810년                | 5,903  |       | 11.6%  |
| 1820년                | 3,939  |       | −33.3% |
| 1830년                | 4,268  |       | 8.4%   |
| 1840년                | 6,784  |       | 59.0%  |
| 1850년                | 8,921  |       | 31.5%  |
| 1860년                | 9,579  |       | 7.4%   |
| 1870년                | 11,026 |       | 15.1%  |
| 1880년                | 13,655 |       | 23.8%  |
| 1890년                | 19,902 |       | 45.7%  |
| 1900년                | 31,682 |       | 59.2%  |
| 1910년                | 72,826 |       | 129.9% |
| 1920년                | 88,723 |       | 21.8%  |
| 1930년                | 95,692 |       | 7.9%   |
| 1940년                | 87,549 |       | −8.5%  |
| 1950년                | 91,785 |       | 4.8%   |
| 1960년                | 81,070 |       | −11.7% |
| 1970년                | 77,958 |       | −3.8%  |
| 1980년                | 67,972 |       | −12.8% |
| 1990년                | 65,566 |       | −3.5%  |
| 2000년                | 61,821 |       | −5.7%  |
| 2010년                | 66,135 |       | 7.0%   |
| 2019 (추산)           | 65,273 | [ 1 ] | −1.3%  |
| U.S. Decennial Census |        |       |        |

## 출신 인물
- 해럴드 굴드 : 미국의 배우.
- 메리 데일리 : 미국의 급진적 레즈비언 여성주의자, 철학자, 신학자. 보스턴 칼리지 교수.
- 로널드 라이베스트 : 미국의 암호학자. MIT 전기공학 및 컴퓨터과학과 교수 및 컴퓨터과학·인공지능 연구소 소속..
- 미키 루크 : 미국의 배우.
- 케네스 베인브리지 : 미국의 물리학자. 하버드 대학교 교수. 세계 최초의 핵실험인 트리니티 실험을 주도.
- 앤드루 양 : 미국의 기업가, 정치인. 2020년 미국 대통령 선거 민주당 후보 경선 후보.
- 아토 에산도 : 미국의 배우.
- 그레그 카풀로 : 미국의 만화가. 뉴52 《배트맨》의 작화 담당.
- 제시카 콜린스 : 미국의 배우.